# بيل بومان (سياسي)
بيل بومان هو سياسي أمريكي، ولد في 26 مايو 1946 في بيكر في الولايات المتحدة، وتوفي في 15 أغسطس 2020. نشط حزبياً في الحزب الجمهوري. وقد انتخب عضو مجلس ولاية داكوتا الشمالية ‏.